# 王俊凱
王俊凱（ワン・ジュンカイ、1999年9月21日 - ）は、中華人民共和国の歌手、俳優。アイドルグループ・TFBOYSのリーダー。英語名はカリー・ワン（Karry Wang）。

## 来歴

### 芸能界入りまで
タクシー運転手の父親の息子として重慶市に生まれ、九竜坡区の重慶市盤龍小学校に進学。2010年末、TFエンターテインメントのジュニアメンバーとしてTF家族の練習生に選出された。同年9月にはTF家族の初EP『我不要改变（僕は変わりたくない）』の収録に参加する。
2012年2月、「囚鸟（閉ざされた鳥）」「我的歌声里（私の歌声の中で）」などの名曲をカバーしたことにより、インターネット上で注目を浴びる。その中でも特に「囚鸟」は捜狐とYoukuのウェブサイトで高評価を受けた。さらに、河南広播電視台の『君がベスト』、遼寧衛視の『天才童声』、安徽衛視の『黄金時代』、湖南衛視の『向上吧!少年』といったテレビ各局のオーディション番組に参加して知名度を高めた。
2013年4月1日、レスリー・チャンの没後10年企画としてTF家族のメンバーと一緒に「当爱已成往事（愛が去った時）」をカバーし、インターネット上で40万回以上の再生数を稼ぐ。同年6月、TF家族のメンバーとカバーした「洋葱（たまねぎ）」が原曲の作詞・作曲者及び歌手の劉若英にリツイートされた。

### TFBOYS結成
2013年8月6日、王源、易烊千玺とともに3人組アイドルグループ・TFBOYSを結成。10月18日にシングル「Heart・梦・出发」をリリースし、メジャーデビューを果たす。
重慶市第八中学校系列の重慶市樹人中学校に在学していたことから、2015年1月31日、重慶市第八中学校教職員コンサートで「青春修炼手册（青春マニュアルノート）」と「满城花开（花盛りの城町）」を歌唱する。同年2月、2014年度「スター影響力ランキング」で中国大陸部最高人気歌手賞を受賞した。同年3月から4月にかけてはTFBOYSとして「宠爱（君を可愛がりたい）」「恋西游」「样 YOUNG」の3曲をリリースし、個人としても4月13日の『2015音楽風雲チャート年度アワーズ』で「继续-给十五岁的自己（継続〜15歳の自分へ）」を披露した。
同年6月22日、TFBOYSの微博アカウントによる2014年9月21日投稿のメッセージが「微博で最も多くリツイートされた投稿」と認められたため、TFBOYSのリーダーとしてギネス世界記録の認定証を受け取った。

### ソロ活動開始
2015年5月にTFBOYSの「样 YOUNG」をソロカバーし、早朝TOP音楽ランキングで1位を獲得。8月15日に北京で開催されたTFBOYS結成2周年のファンミーティングでは、ソロで「明るいお宅」「何も言わないで」などを歌った。9月19日、重慶市で16歳の誕生日イベントを開き、「マネキン」「夏が欲しい」などを歌ったほか、ソロダンスを披露した。同年12月、台湾でTFBOYSとしてアルバム『大梦想家』を正式リリースする。2015年末、2015年度「スター影響力ランキング」で中国大陸部最高人気歌手賞を受賞した（2度目の受賞）。
アイドル・歌手活動と並行して張芸謀監督のオーディションを受け、中国・アメリカ合作映画『グレートウォール』に宋の皇帝役で起用される。2015年7月2日には『グレートウォール』の製作発表記者会見に出席し、張監督から「賢くて才能がある」と演技力を評価された。
2016年1月3日、重慶市第八中学校新年コンサートで「宠爱」「样 YOUNG」を歌唱する。2月7日には、TFBOYSとしてCCTVの『春節連歓晩会』で歌舞劇「幸福成长」に出演した。5月4日、CCTVで放送された『青年節晩会』に優秀青年代表として出席し、「少年说」を歌唱する。
2016年7月、小説『诛仙』を脚色したテレビドラマ『青雲志 〜天に誓う想い〜』で少年時代の林惊羽役を演じる。同年8月にはテレビドラマ『小別離』に李想先輩役で特別出演した。同年11月、湖南衛視のバラエティ番組『Run For Time 全員加速中』に出演し、番組内で2度の優勝を飾る。

### 映画界進出
2016年3月に廈門市で正式にクランクインし、同年7月から配信されたTFBOYSのグループ主演ドラマ『超少年密碼』では主人公の一人・夏常安役を演じる。2017年、東野圭吾の原作を実写化した香港・中国・日本合作映画『ナミヤ雑貨店の奇蹟 再生』で単独初主演を果たした。
2017年6月23日、北京電影学院演技学科（映画・テレビ専攻）を受験し、98点以上の成績を収めて入学する。同年9月、20世紀フォックス配給のイギリス・アメリカ合作映画『キングスマン:ゴールデン・サークル』の中国プロモーション大使に任命され、中国版プロモーションソング「冷暖」を歌唱した。
2018年、湖南衛視のバラエティ番組『中餐厅』第2シーズンにレギュラー出演。番組はその日の視聴率1位を連続して獲得した。同年8月から配信されたドラマ『天坑鹰猎』では主人公の张保庆役を演じ、Youkuで記録された動画の再生回数は22億回を超えた。
2019年9月7日、第17回中国映画金鳳凰奨新人賞を受賞する。2020年に入ると『愛しの故郷』や『1921』などの大作映画に出演し、2022年8月にはクライム映画『断・橋』に孟超役で主演した。同年9月には映画『万里帰途』で主人公の成朗役を演じ、第37回百花奨最優秀主演男優賞にノミネートされる。2024年にはジャンルの異なる3本の主演映画『刺猬』『野孩子』『749局』が立て続けに公開された。

## 社会活動

### 個人活動
2014年9月、微博で展開された募金キャンペーン「益起来」に参加し、81,990,969人のフォロワーを獲得して有名人募金影響力ランキングのトップに立った。
2015年5月4日、中国共産主義青年団の招きに応じ、重慶市優秀青年の代表として、人民大会堂で開催された「五四青年座談会」に出席した。その模様はCCTVでも報じられた。同年7月23日、重慶市第八中学校生徒会副会長として、人民大会堂で開催された「全国学生連合会議第26回代表大会」に出席し、その模様を再びCCTVに報道される。大会後には自らの微博アカウントで学連歴史についての文章をリツイートした。
2016年3月13日、中国共産主義青年団中央学校部、中国緑化基金会、微博キャンパスが共同開催した「第6回全国大学生緑植領養活働」プロジェクトに参加し、緑の学園を作るための「緑の大使」としてアピールを行った。
2017年12月16日、全国小中学校映画週間のイメージ大使として第2回全国小中学校映画週間の閉会式に出席し、関暁彤と一緒にキャンペーンソング「神奇的光影」を合唱した。
2018年4月18日、国連環境計画（UNEP）親善大使に任命される。2019年3月には国連副事務総長アミナ・モハメドとナイロビ郊外にあるゾウの孤児院を訪問し、ゾウの保護や野生生物製品の違法取引撲滅を訴えた。
2020年1月24日、中央広播電視総台春節祝賀会で李栄豪、余儀とともに「爸爸妈妈」を歌唱する。同年4月10日には王蒙の小説『青春万歳』の序文の朗読をオンラインで公開し、5月4日には「人生力量朗読プロジェクト」の一環として『若きウェルテルの悩み』の朗読を公開した。同日にはCCTVの五四青年節特別番組『苦労した若者は最も美しい』にも出演し、防護服を着て医療従事者に敬意を表したり、大学生と協力して『You Look So Beautiful When You "Learn"』と題するショーを上演したりした。

### グループ活動
2014年6月、TFBOYSの他のメンバーと一緒に、中国人口福祉基金会とシンラン微博公益による共同チャリティー活動「口唇口蓋裂の子どもに笑みが咲くように」を繰り広げた。8月3日には、TFBOYSとして北京でチャリティー活動「幸せな笑顔」及びデビュー1周年を記念したファンミーティングを開催する。その場で中国福祉基金会から「幸せな笑顔―口唇口蓋裂の子どもを救う」プロジェクトのチャリティー大使に任命された。
同年8月15日、天津塘沽爆発事件の被害者家族に30万元を寄付した。さらに、デビュー2周年ファンミーティングの収益の一部を退役軍人のためのチャリティー活動「再度に栄光を沐する」に寄付した。8月20日、章子怡から「アイス・バケツ・チャレンジ」のリレーを受け、「僕たちのチャレンジでもっと多くの人々がALS患者を応援し、愛するようになることを願います」と語った。10月17日、湖南衛視「Mango V基金」の誘いに応じ、「夢を叶おう」キャンペーン大使に就任する。11月26日、CCTVのチャリティー番組『夢の相棒』第2シーズンに参加し、同シーズン2組目の「チャリティーファイト大使」となった。
2015年1月14日、TFBOYSとして『2014微博之夜』に出席し、微博年度公益貢献大賞を受賞した。8月14日、中国共産主義青年団の道徳教育プロジェクト「阳光跟帖」のイベントに出席し、精神宣言を朗読する。8月21日、CCTVで放送された中国人民抗日戦争・世界反ファシズム戦争勝利70周年記念番組『学校のはじめ』で宣言を朗読した。9月16日、チャリティープロジェクト「MusicRadio・学校に行こう」のテーマソング「Love With You」の歌唱を担当する。9月23日には「2015 Bazzar 芸能界公益の夜」に参加し、貧困地域の救急車整備を支援するチャリティープロジェクト「愛をスピードアップ」に417万元を募金した。11月3日、重慶市消防総隊のチャリティー大使に就任する。11月30日、テンセントQQ・QQブログ・中国貧乏援助基金及びテンセント公益組織が共催した「QQ・レッドマフラープロジェクト」の記者会見に出席し、郊外及び貧困地域の青少年のために冬物の衣料を提供した。

## 評価
デビューして以来、王俊凱はインターネット上で人気を集め続けている。2014年5月、微博で高校入学試験を準備していることを発表すると、ファンから試験対策についてのコメントが山ほど寄せられ、一連のツリーはマスコミに「中華試験問題集」と呼ばれた。
2015年5月20日、東森新聞がオンライン上で開催した「海峡両岸イケメンランキング」では総計139万票を獲得し、「2015海峡両岸完璧イケメン」と「年度人気大賞」をダブル受賞した。2015年11月、ウェブメイトから「中国90年代若者影響力トップ10」ランキングで第1位に選ばれる。12月上旬、百度の「絶叫人気ランキング」で33,947,102票を獲得して第1位を飾り、「人気キング」の称号を授かった。12月16日、世界ネット大会が公開した「2015年度中国ネット影響力トップ10」で第10位にランクインする。12月24日、『三聯生活週刊』と百度新聞試験室が公表した「国民議論データ報告」で「話題の男性芸能人トップ10」に入選した。
2017年12月15日、中国新聞社の雑誌『中国新聞周刊』によってその年の最も影響力のある中国のエンターテイナーに選出される。同年末、テンセント・エンターテインメントの「男性スターインターネット人気ランキング」と「中国歌手人気ランキング」で第1位となり、人民出版社の雑誌『人民』では今年の人に選ばれた。2018年1月には2017年の「絶叫人気ランキング」と「2017スターパワーランキング」の両方で第1位を獲得した。
北京師範大学と中国社会科学院の指導の下、中国社会責任フォーラムなどが共同でまとめた「中国映画・テレビスターの社会的責任に関する調査報告書（2017-2018）」では第2位のスターに位置付けられた。アメリカ合衆国の雑誌『フォーブス』が発表した2019年の「中国有名人ランキング トップ100」では第12位にランクインし、2020年の同ランキングでは第10位、2021年の同ランキングでは第9位にランクインした。

## 出演

### 映画
| 公開年 | 邦題 原題                          | 役名               | 備考                   |
| 2015年 | ロクさん 老炮儿                    | 病院のボランティア |                        |
| 2016年 | グレートウォール 長城              | 宋仁宗（趙禎）     |                        |
| 2017年 | ナミヤ雑貨店の奇蹟 再生 解忧杂货店 | 小波               | 主演                   |
| 2020年 | 愛しの故郷 我和我的家乡            | 姜小楷             | エピソード「最後一課」 |
| 2020年 | 爵跡2：冷血狂宴                    | 寒霜似             |                        |
| 2021年 | スリングショット 叱咤风云          | 少年K              |                        |
| 2021年 | 1921                               | 鄧恩銘             |                        |
| 2022年 | 断·桥                              | 孟超               | 主演                   |
| 2022年 | 万里帰途                           | 成朗               | 主演                   |
| 2024年 | 刺猬                               | 周正               | 主演                   |
| 2024年 | 野孩子                             | 馬亮               | 主演                   |
| 2024年 | 749局                              | 馬山               | 主演                   |
| 2025年 | 蛟龍行動                           | 曹弘浪             |                        |
| 2025年 | 時間之子                           | 十七               | 声の出演 主演          |
| 2025年 | 無名之輩：意義非凡                 | 貴州子             |                        |

### ドラマ
| 放映年 | 邦題 原題                      | 役名         | 備考                     |
| 2016年 | 超少年密码                     | 夏常安 / 001 | 主演                     |
| 2016年 | 青雲志 〜天に誓う想い〜 青雲志 | 林驚羽少年   |                          |
| 2016年 | 小别离                         | 李想         | 特別出演                 |
| 2017年 | 我们的少年时代                 | 鄔童         | 主演                     |
| 2018年 | 天坑鹰猎                       | 張保慶       | 主演                     |
| 2019年 | 我是班主任                     | 寶延         |                          |
| 2020年 | 上古密約                       | 百里昊和     |                          |
| 2021年 | 理想照耀中國                   | 林鳴         | エピソード「遠方，不遠」 |
| 2022年 | 重生之门                       | 庄文杰       | 主演                     |